# Dimitrovgrad, Rusia
Dimitrovgrad (ru. Димитровград) sau Melekess (ru. Мелекесс, pe vremuri) este al-doilea oraș ca mărime din Regiunea Ulianovsk, Districtul Federal Volga, Federația Rusă și are o populație de 122.580 locuitori (2010), în scădere față de alte recensăminte. Orașul este situat pe confluența râurilor Melekessa și Bolshoy Cheremshan. Este centrul administrativ al districtului Melekessky.

## Istorie
Orașul a fost fondat în 1714 ca sat pentru muncitorii distileriei locale. Până în 1897, populația sa crescuse la 8.500 de locuitori, iar în 1919 i s-a acordat statutul de oraș. Până în 1972, numele orașului era Melekess (Мелекесс), după râul Melekesska care traversează orașul.  Pe 15 iulie 1972, Melekess a fost redenumit Dimitrovgrad, sărbătorind cea de-a 90-a aniversare postum a lui Gheorghi Dimitrov, primul lider al Republicii Populare comuniste Bulgaria.

## Economie

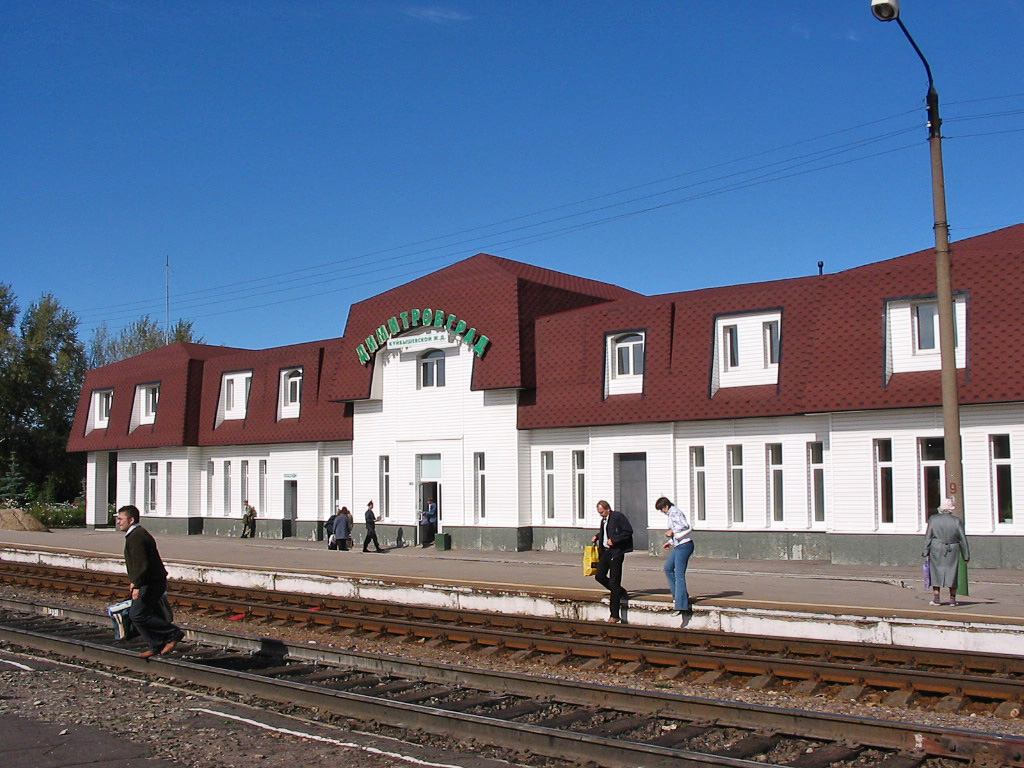
Gara din Dimitrovgrad

Principala întreprindere a orașului, situată la 6 km sud-vest, este Institutul de Cercetare a Reactoarelor Atomice. Industria orașului Dimitrovgrad include, de asemenea, un producător de piese auto (Uzina de Piese Auto Dimitrovgrad, carburatoare, pompe de combustibil), o fabrică de covoare (Kovrotex) și un producător de echipamente de prelucrare chimică (Dimitrovgradkhimmash și Zenith Khimmash).

## Personalități
- Stanislav Donets
- Victor Ovcharenko
- Gevorg Arutyunyan, Fost jucător de fotbal rus-Armen.

## Localități înfrățite
Dimitrovgrad se înfrățește cu:
- Lida, Belarus
- Dimitrovgrad, Bulgaria
- Guliston, Tajikistan